# Afrikansk bofink
Afrikansk bofink (Fringilla spodiogenys) är en fågel i familjen finkar inom ordningen tättingar.

## Utbredning och systematik
Afrikansk bofink förekommer i nordvästra Afrika, från Marocko till nordöstra Libyen. Den delas in i tre underarter med följande utbredning:
- Fringilla spodiogenys africana – Marocko till nordvästra Tunisien
- Fringilla spodiogenys harterti – nordöstra Libyen
- Fringilla spodiogenys spodiogenys – norra och östra Tunisien samt nordvästra Libyen

Afrikansk bofink kategoriseras traditionellt som en del av bofinken (F. coelebs). International Ornithological Congress (IOC) delade 2023 dock upp bofinken i fem arter (däribland afrikansk bofink), baserat på studier.

## Status och hot
IUCN erkänner ännu inte madeirabofinken som god art, varför dess hotstatus inte bedömts.